# ناحیه میرزا الغ‌بیگ
ناحیه میرزا الغ‌بیگ (به ازبکی: Mirzo Ulugbek) یک منطقهٔ مسکونی در ازبکستان است که در تاشکند واقع شده‌است. ناحیه میرزا الغ‌بیگ ۳۱٫۹ کیلومتر مربع مساحت و ۲۴۵٬۲۰۰ نفر جمعیت دارد.